# Budai út megállóhely
Budai út megállóhely egy Pest vármegyei vasúti megállóhely Cegléd településen, a MÁV üzemeltetésében. A városközponttól mintegy 6,5 kilométerre északnyugatra helyezkedik el, a névadó Budai út különálló településrész keleti részén; közúti elérését a Cegléd és Ceglédbercel közt húzódó 46 125-ös számú mellékút biztosítja.

## Áthaladó vasútvonalak
- Budapest–Záhony-vasútvonal (100a)

## Forgalom
| Járat        | Útvonal | Gyakoriság            |
| ------------ | --- | --------------------- |
| S50          | Budapest-Nyugati – Zugló – Kőbánya alsó – Kőbánya-Kispest – Pestszentlőrinc – Szemeretelep – Ferihegy – Vecsés – Vecsés-Kertekalja – Üllő – Hosszúberek-Péteri – Monor (– Monorierdő – Pilis – Albertirsa – Ceglédbercel – Ceglédbercel-Cserő – Budai út – Cegléd – Abony – Szolnok) | Napi 4 pár            |
| Z50          | Budapest-Nyugati – Zugló – Kőbánya alsó – Kőbánya-Kispest – Ferihegy – Monor – Monorierdő – Pilis – Albertirsa – Ceglédbercel – Ceglédbercel-Cserő – Budai út – Cegléd (– Abony – Szolnok) | 30-60 percenként      |
| személyvonat | Budapest-Nyugati → Zugló → Kőbánya alsó → Kőbánya-Kispest → Pestszentlőrinc → Szemeretelep → Ferihegy → Vecsés → Vecsés-Kertekalja → Üllő → Hosszúberek-Péteri → Monor → Monorierdő → Pilis → Albertirsa → Ceglédbercel → Ceglédbercel-Cserő → Budai út → Cegléd → Abony → Szolnok → Szajol → Törökszentmiklós → Fegyvernek-Örményes → Kisújszállás → Karcag → Püspökladány → Kaba → Hajdúszoboszló → Ebes → Debrecen | Napi 1 Debrecen felé  |
| személyvonat | Budapest-Nyugati → Zugló → Kőbánya alsó → Kőbánya-Kispest → Ferihegy → Monor → Monorierdő → Pilis → Albertirsa → Ceglédbercel → Ceglédbercel-Cserő → Budai út → Cegléd → Nyársapát → Nagykőrös → Kecskemét | Napi 1 Kecskemét felé |
| sebesvonat   | Budapest-Nyugati – Zugló (→ Kőbánya alsó) – Kőbánya-Kispest – Ferihegy (← Üllő) (→ Monor → Monorierdő → Pilis → Albertirsa → Ceglédbercel → Ceglédbercel-Cserő → Budai út) – Cegléd – Nyársapát – Nagykőrös (← Katonatelep) – Kecskemét – Városföld (← Kunszállás) – Kiskunfélegyháza – Kistelek – Szatymaz – Szeged                                                                                                  | Napi 1 Szeged felé    |